# カンピオナート・ブラジリエンセ
カンピオナート・ブラジリエンセ (Campeonato Brasiliense) は、ブラジル・連邦直轄区のサッカーリーグ。カンピオナート・メトロポリターノ・ジ・ブラジリア (Campeonato Metropolitano de Brasília) 、カンピオナート・カンダンゴ (Campeonato Candango) とも呼ばれる。
ブラジリアから200キロメートル以内にあれば、他州のクラブも参加できる。ルジアニア (ゴイアス州) 、パラカトゥ(ミナスジェライス州) といったクラブが参加している。

## 大会方式
2017年シーズン
- ファーストステージ - 12チームによる1回総当たりのリーグ戦を行う。上位8チームがファイナルステージに進む。下位2チームは2部へ降格する。
- ファイナルステージ - ファーストステージを勝ち上がった8チームによるトーナメント方式。準々決勝から決勝までホーム・アンド・アウェーの2試合で勝敗を決する。

## 参加クラブ
2017年シーズン 1部
- アトレチコ・タグアチンガ（ポルトガル語版）
- ブラジリア
- ブラジリエンセ
- セイランジア
- フォルモザ（ポルトガル語版）(ゴイアス州)
- ガマ
- ルジアニア (ゴイアス州)
- パラカトゥ（ポルトガル語版）(ミナスジェライス州)
- パラノア（ポルトガル語版）
- レアル（ポルトガル語版）
- サンタマリア（ポルトガル語版）
- ソブラジーニョ

## 歴代優勝クラブ
- 1959 グレミオ・ブラジリエンセ
- 1960 デフェレ
- 1961 デフェレ
- 1962 デフェレ
- 1963 クルゼイロ・ド・スル
- 1964 ラベーロ (P) / グアナバラ (A)
- 1965 ラベーロ (P) / ペデルネイラス (A)
- 1966 ラベーロ (P) / グアナバラ (A)
- 1967 ラベーロ
- 1968 デフェレ
- 1969 コエンジェ
- 1970 グレミオ・ブラジリエンセ
- 1971 コロンボ
- 1972 セルヴィソ・グラフィコ
- 1973 CEUB

- 1974 ピオネイラ
- 1975 カンピネイラ
- 1976 ブラジリア
- 1977 ブラジリア
- 1978 ブラジリア
- 1979 ガマ
- 1980 ブラジリア
- 1981 タグアチンガ
- 1982 ブラジリア
- 1983 ブラジリア
- 1984 ブラジリア
- 1985 ソブラジーニョ
- 1986 ソブラジーニョ
- 1987 ブラジリア
- 1988 チラデンテス

- 1989 タグアチンガ
- 1990 ガマ
- 1991 タグアチンガ
- 1992 タグアチンガ
- 1993 タグアチンガ
- 1994 ガマ
- 1995 ガマ
- 1996 グアラー
- 1997 ガマ
- 1998 ガマ
- 1999 ガマ
- 2000 ガマ
- 2001 ガマ
- 2002 CFZ
- 2003 ガマ

- 2004 ブラジリエンセ
- 2005 ブラジリエンセ
- 2006 ブラジリエンセ
- 2007 ブラジリエンセ
- 2008 ブラジリエンセ
- 2009 ブラジリエンセ
- 2010 セイランジア
- 2011 ブラジリエンセ
- 2012 セイランジア
- 2013 ブラジリエンセ
- 2014 ルジアニア
- 2015 ガマ
- 2016 ルジアニア

(P) = プロ , (A) = アマチュア

## クラブ別優勝回数
| クラブ                   | 優勝 | 優勝年                                                           |
| ------------------------ | ---- | ---------------------------------------------------------------- |
| ガマ                     | 11   | 1979, 1990, 1994, 1995, 1997, 1998, 1999, 2000, 2001, 2003, 2015 |
| ブラジリア               | 8    | 1976, 1977, 1978, 1980, 1982, 1983, 1984, 1987                   |
| ブラジリエンセ           | 8    | 2004, 2005, 2006, 2007, 2008, 2009, 2011, 2013                   |
| タグアチンガ             | 5    | 1981, 1989, 1991, 1992, 1993                                     |
| ラベーロ                 | 4    | 1964, 1965, 1966, 1967                                           |
| デフェレ                 | 4    | 1960, 1961, 1962, 1968                                           |
| グアナバラ               | 2    | 1964, 1966                                                       |
| グレミオ・ブラジリエンセ | 2    | 1959, 1970                                                       |
| ソブラジーニョ           | 2    | 1985, 1986                                                       |
| セイランジア             | 2    | 2010, 2012                                                       |
| ルジアニア               | 2    | 2014, 2016                                                       |
| クルゼイロ・ド・スル     | 1    | 1963                                                             |
| ペデルネイラス           | 1    | 1965                                                             |
| コエンジェ               | 1    | 1969                                                             |
| コロンボ                 | 1    | 1971                                                             |
| セルヴィソ・グラフィコ   | 1    | 1972                                                             |
| CEUB                     | 1    | 1973                                                             |
| ピオネイラ               | 1    | 1974                                                             |
| カンピネイラ             | 1    | 1975                                                             |
| チラデンテス             | 1    | 1988                                                             |
| グアラー                 | 1    | 1996                                                             |
| CFZ                      | 1    | 2002                                                             |